# 岐阜県道・愛知県道193号大垣江南線

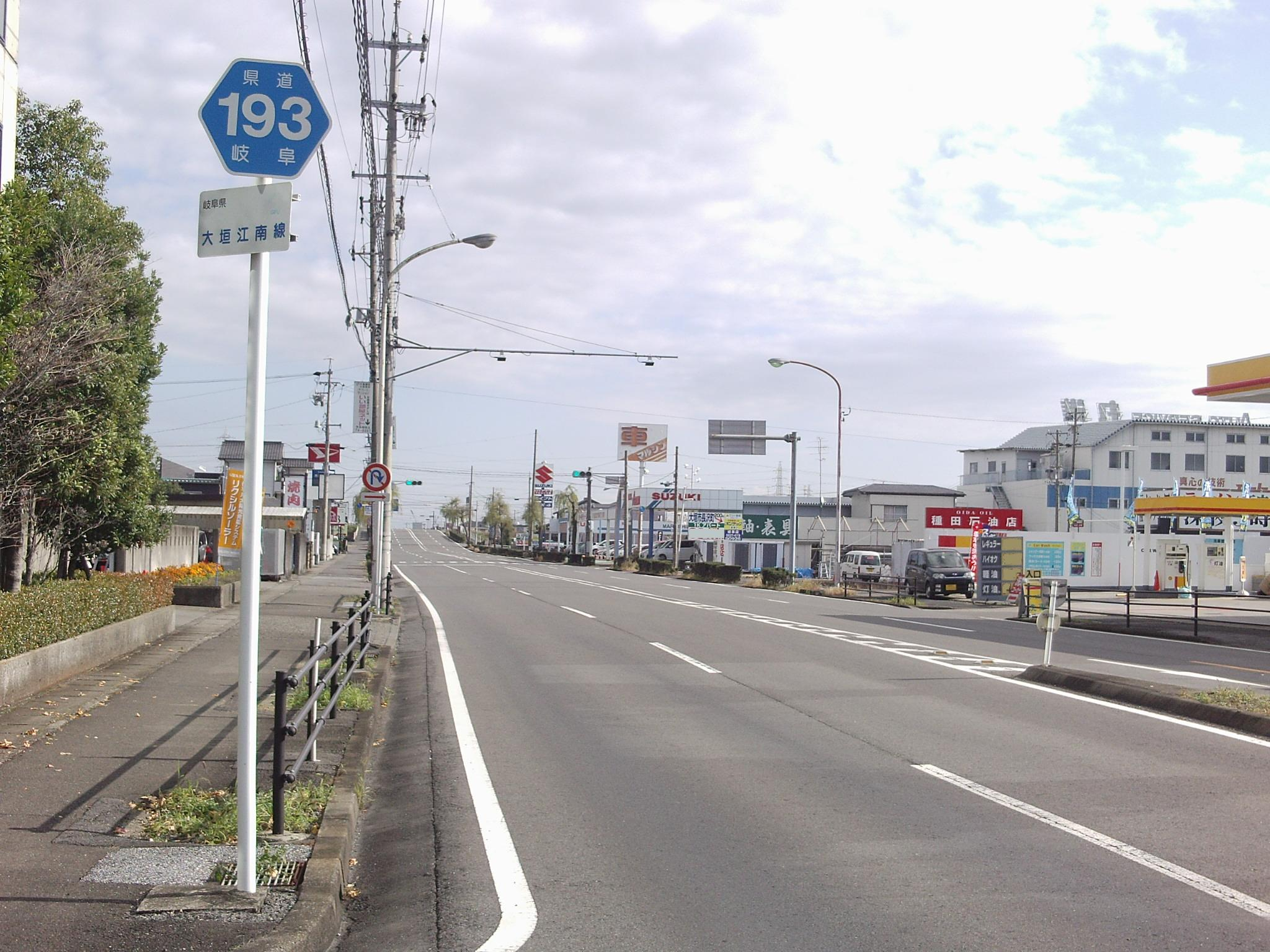
岐阜県大垣市長沢町

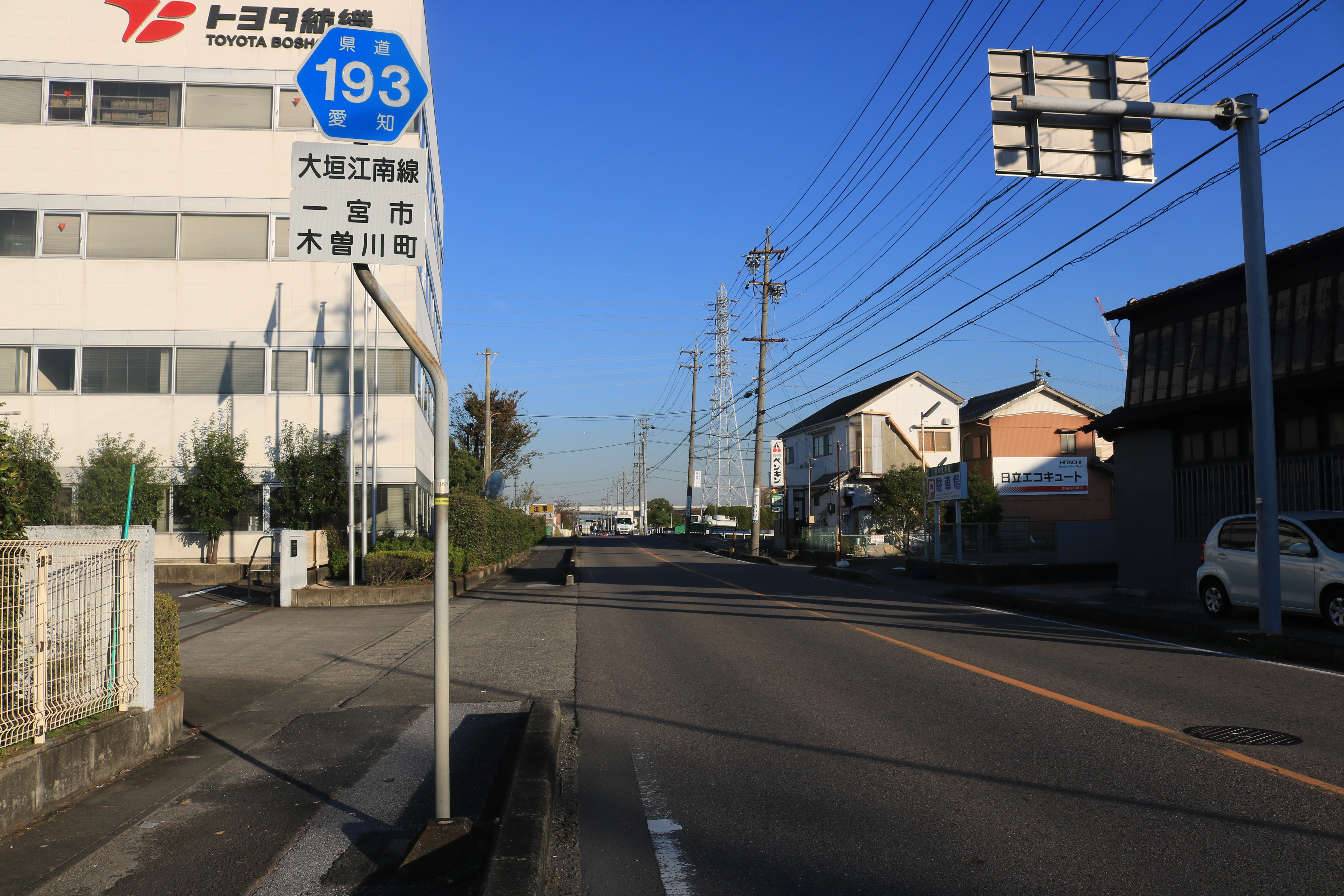
愛知県一宮市木曽川町

岐阜県道・愛知県道193号大垣江南線（ぎふけんどう・あいちけんどう193ごう おおがきこうなんせん）は、岐阜県大垣市と愛知県江南市を結ぶ一般県道（岐阜県道・愛知県道）である。

## 概要
岐阜県内では、大垣市墨俣地区、羽島市の一部、長良川の橋など、かなりの区間が未開通である。これは元々羽島江南線だったのを延長したためである。その前の名称は愛知県道奥江南線であった。
一宮市今伊勢町馬寄（愛知県道190号名古屋一宮線交点） - 一宮市大赤見（愛知県道64号一宮犬山線交点）は、1.5車線区間であり、狭い道路である。
国道22号を潜る箇所は高さ制限がある。
長良川の橋は、長良川新橋（仮称）として、2022年に着工。2024年3月時点では安八町側の橋脚の一部と羽島市側の取付道路の工事が進められている。

### 路線データ
- 起点：岐阜県大垣市長沢町（岐阜県道18号大垣一宮線交点）
- 終点：愛知県江南市五明町（愛知県道63号名古屋江南線交点）
- 未開通区間：岐阜県安八町東結 - 岐阜県羽島市正木町須賀（岐阜県道183号正木岐阜線交点）

## 歴史

### 年表
- 2015年（平成27年）2月18日：大垣市三本木 - 安八郡安八町東結（大安大橋を含む区間）供用開始[1]

## 路線状況

### 重複区間
- 愛知県道190号名古屋一宮線（愛知県一宮市木曽川町黒田・愛知県一宮市今伊勢町馬寄間）
- 愛知県道64号一宮犬山線 （愛知県一宮市大赤見）
- 愛知県道154号鹿ノ子島南小渕線 （愛知県一宮市春明）

### 道路施設
- 大安大橋（揖斐川）
- 尾濃大橋（木曽川）

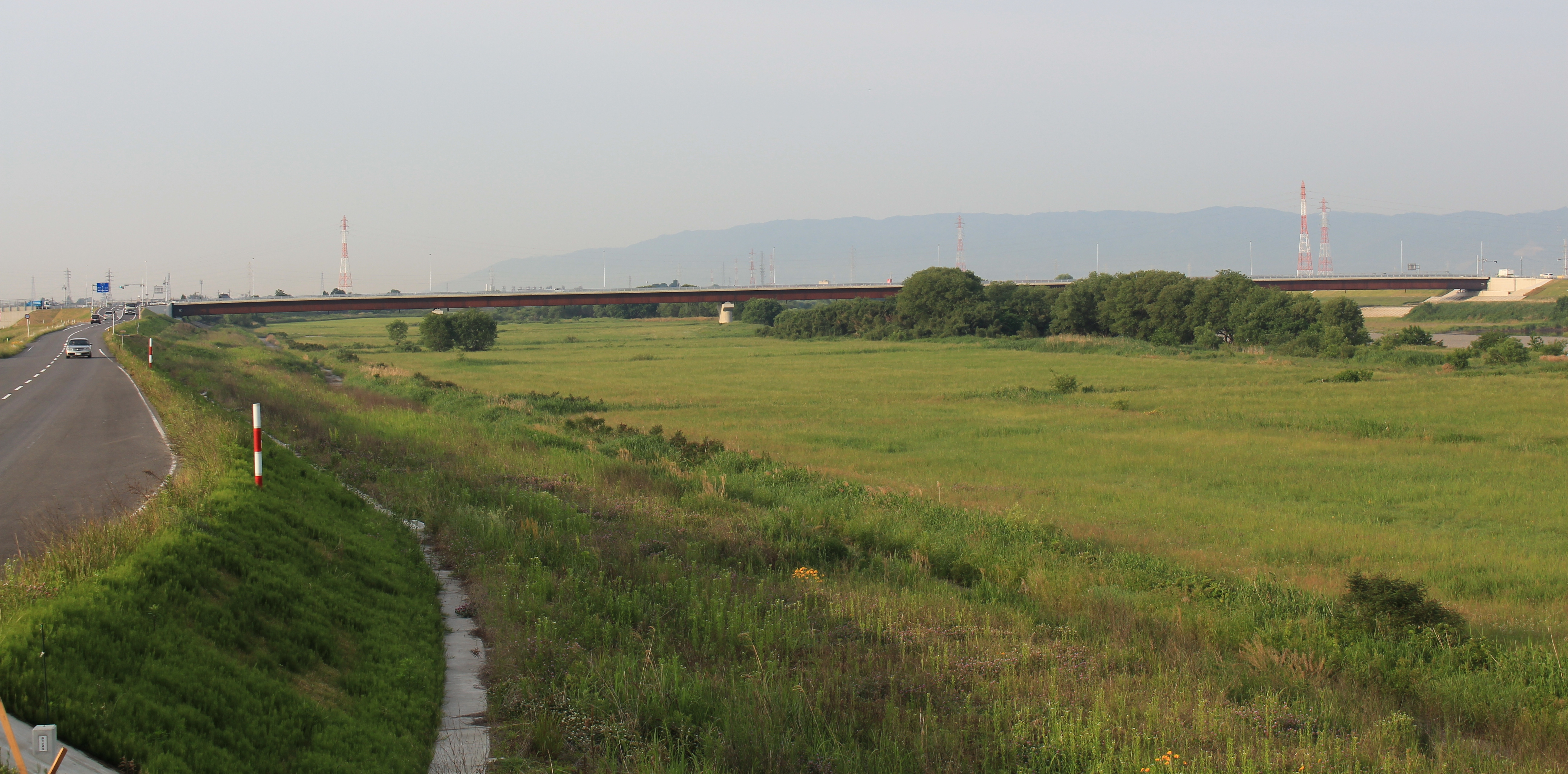
揖斐川に架かる大安大橋
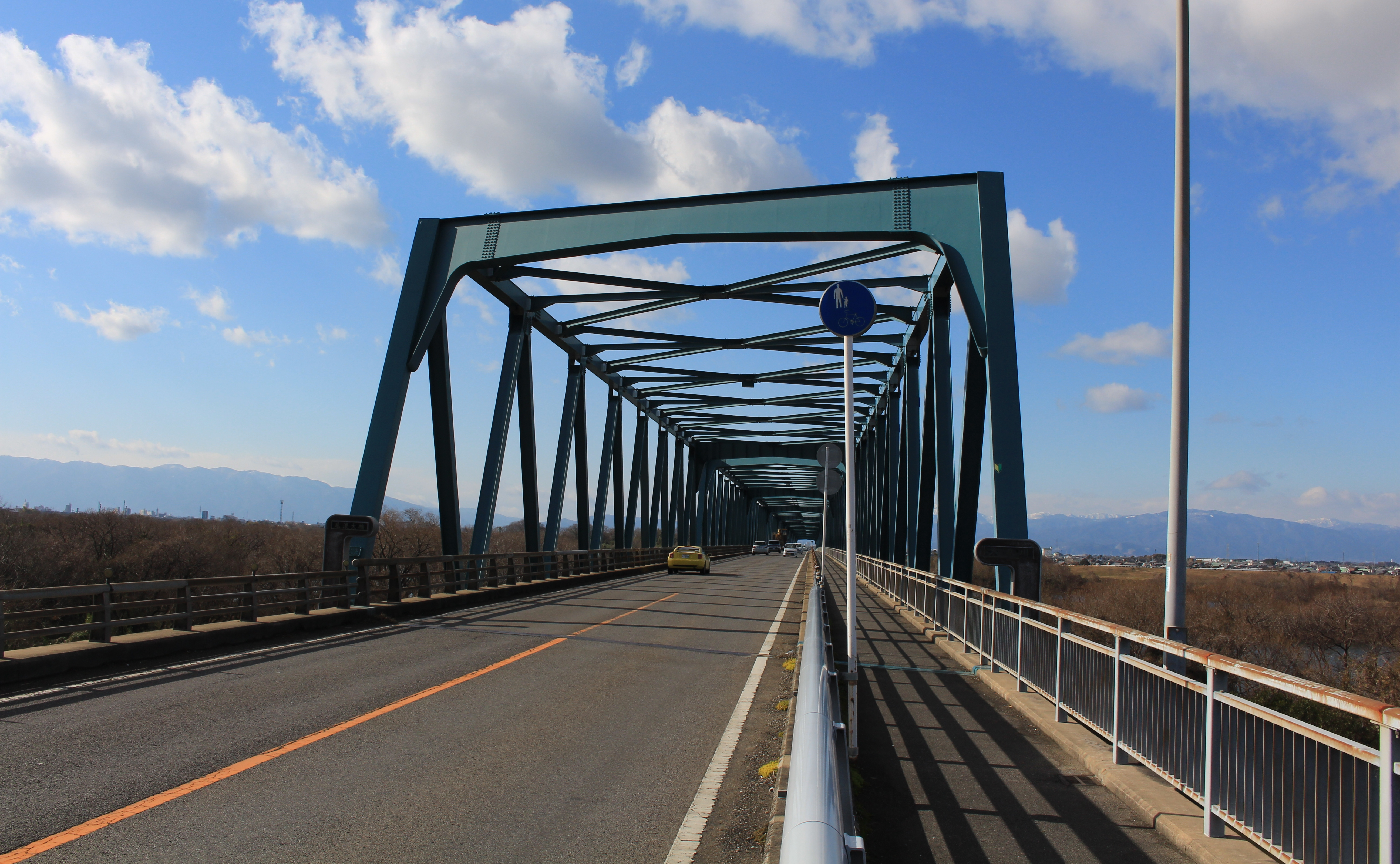
木曽川に架かる尾濃大橋

## 地理

### 通過する自治体
- 岐阜県
  - 大垣市（墨俣地区のみ未開通）
  - 安八郡安八町（一部未開通区間あり）
  - 羽島市（一部未開通区間あり）
- 愛知県
  - 一宮市
  - 江南市

## 主な接続道路

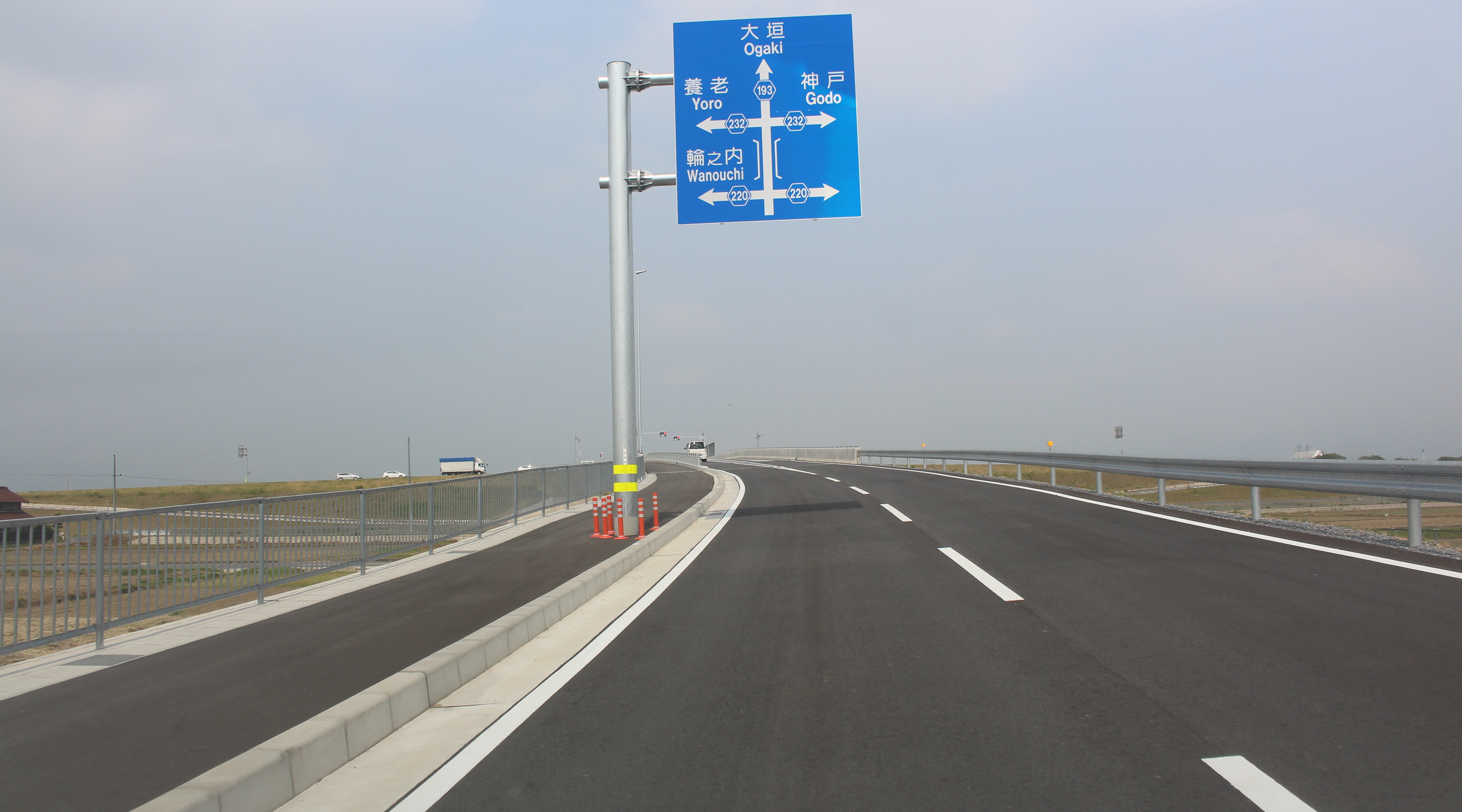
大安大橋の右岸で接続する岐阜県道232号今尾大垣線とその左岸で接続する岐阜県道220号安八海津線

### 岐阜県
- 大垣市
  - 岐阜県道18号大垣一宮線（美濃街道、吉例街道）（岐阜県大垣市）
  - 岐阜県道50号大垣環状線 （岐阜県大垣市）
  - 岐阜県道232号今尾大垣線（岐阜県大垣市）
- 安八郡
  - 岐阜県道220号安八海津線（岐阜県安八郡安八町）
  - 岐阜県道219号安八平田線（岐阜県安八郡安八町）“未開通区間ではあるが安八町道・大垣市道を経由して接続可能”
  - 岐阜県道23号北方多度線 （岐阜県安八郡安八町）“未開通区間”
- 羽島市
  - 岐阜県道194号茶屋新田堀津線（岐阜県羽島市）“未開通区間”
  - 岐阜県道151号岐阜羽島線（岐阜県羽島市）“未開通区間”
  - 岐阜県道1号岐阜南濃線（岐阜県羽島市）“未開通区間”
  - 岐阜県道183号正木岐阜線（岐阜県羽島市）
  - 岐阜県道184号下中笠松線（岐阜県羽島市）

### 愛知県
- 一宮市
  - 愛知県道147号西萩原北方線（愛知県一宮市）
  - 愛知県道175号江南木曽川線（愛知県一宮市）
  - 愛知県道14号岐阜稲沢線（西尾張中央道）（愛知県一宮市）
  - 愛知県道148号萩原三条北方線（愛知県一宮市）
  - 愛知県道190号名古屋一宮線（岐阜街道、鮎鮨街道）（愛知県一宮市）
  - 国道22号（名岐バイパス）高架交差 直接の接続は無い（愛知県一宮市）
  - 愛知県道150号一宮川島線（タワー通り）（愛知県一宮市）
  - 愛知県道152号島村佐千原線（愛知県一宮市）
  - 愛知県道151号一宮各務原線（中島通り）（愛知県一宮市）
  - 愛知県道64号一宮犬山線（愛知県一宮市）
  - 愛知県道153号浅井清須線（愛知県一宮市）
  - 愛知県道154号鹿ノ子島南小渕線（愛知県一宮市）
- 江南市
  - 愛知県道63号名古屋江南線（すいとぴあ名草線、名草線）（愛知県江南市）